# Kujataa
Kujataa je pojmenování kulturní krajiny na jihozápadě Grónska, která je historicky spoluutvářena lidskou činností. Táhne se v délce přibližně 100 km podél členitého pobřeží ostrova na území kraje Kujalleq. Celá oblast vydává svědectví o historii a kultuře Seveřanů – lovců, sběračů a zemědělců, kteří sem začali přicházet z Islandu v 10. století a udrželi se zde do 15. století a inuitých komunit zemědělců a lovců, které se zde vyvinuly na konci 18. století. Navzdory vzájemných rozdílům tyto dvě kultury vytvořily kulturní krajinu, která je využívána pro zemědělství, pastvu dobytku, ale i lov mořských savců. Kujataa představuje první příklad zavedení zemědělství v sub-arktickém pásmu a první severské osídlení mimo Evropu. V roce 2017 bylo zapsáno na seznam světového kulturního dědictví UNESCO pod názvem „Kujataa v Grónsku: farmaření Seveřanů a Inuitů na okraji ledovcového pokryvu“ pět lokalit v regionu, které zahrnují mimo jiné pozůstatky obytných a hospodářských budov, ale i kostelů. Souhrnná plocha těchto archeologických lokalit je 34,9 ha.

## Přehled lokalit chráněných UNESCEM
- Qassiarsuk – nachází se u fjordu Tunulliarfik, bývalá vesnice založená Erikem Rudým. Nachází se zde pozůstatky několika domů, hospodářských budov a kostela.
- Igaliku – osada byla založena v roce 1783 obchodníkem Andersem Olsonem na místě ruin obydlí z 12. století.
- Qaqortukulooq (norsky Hvalsey) – jedno z nejvýznamnějších a nejzachovalejších osídlení Seveřanů v jižním Grónsku, o čemž svědčí ruiny obytných domů a kostela
- Sissarluttoq
- Tasikuluulik

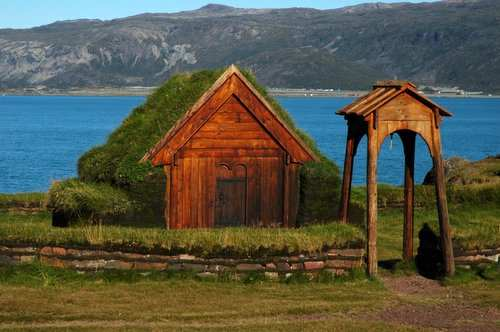
Qassiarsuk
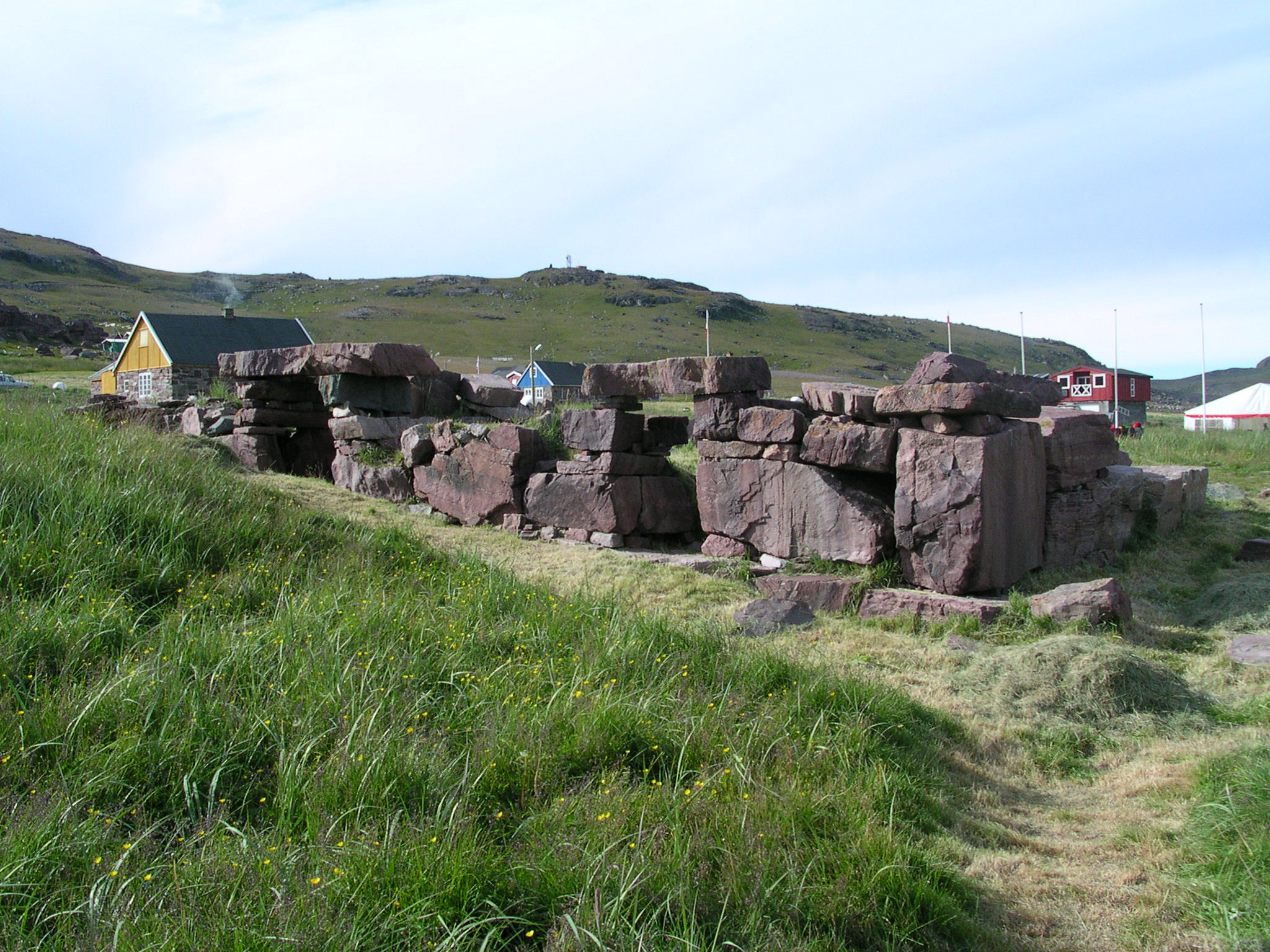
Igaliku
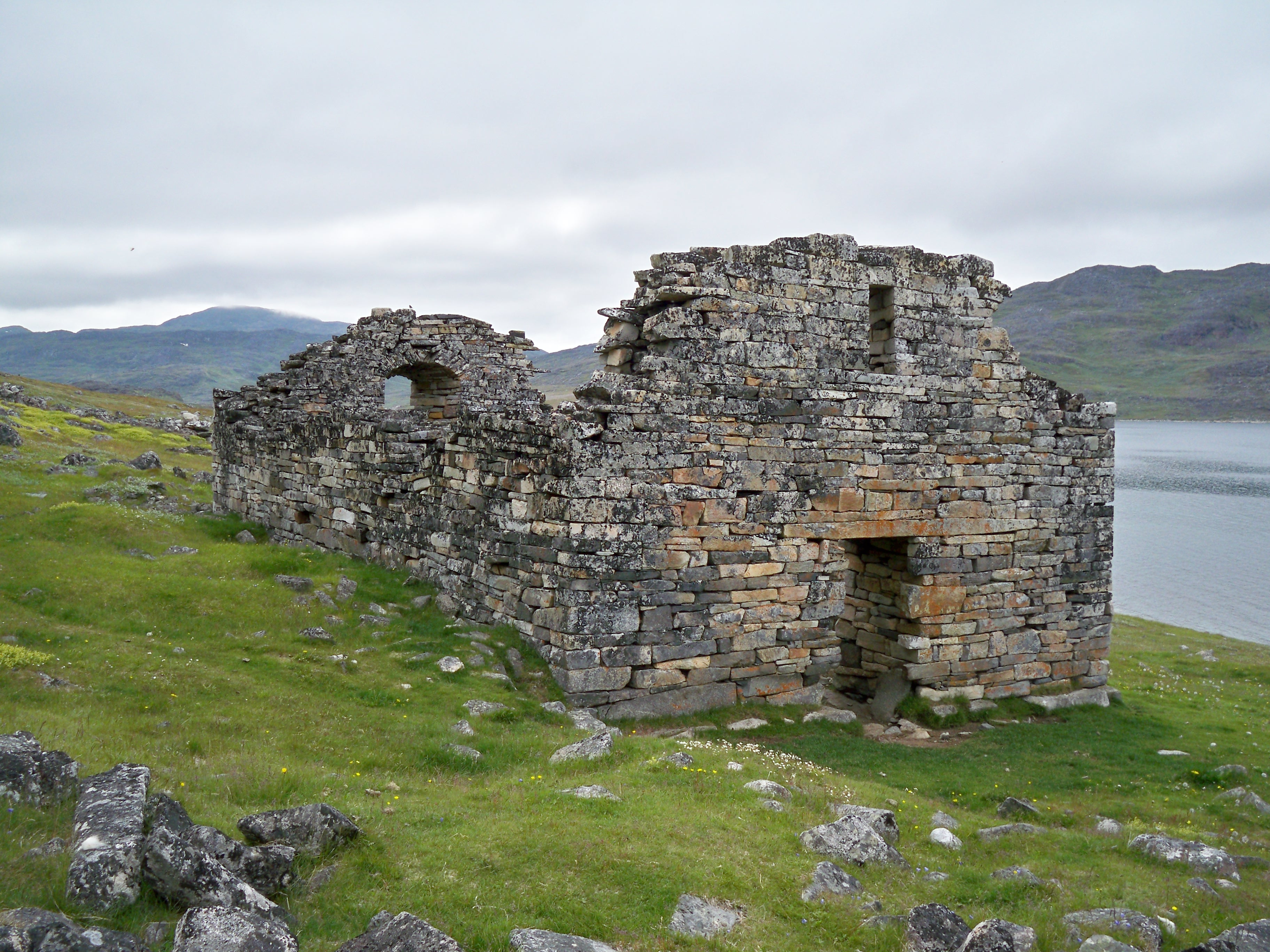
Qaqortukulooq
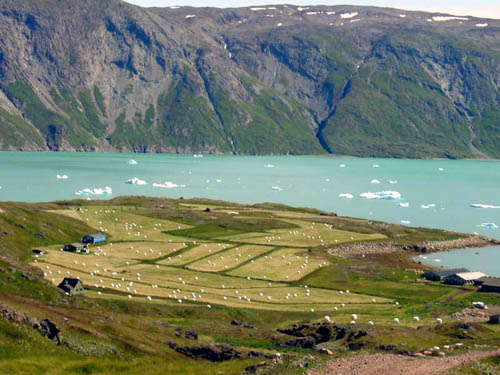
zemědělská krajina
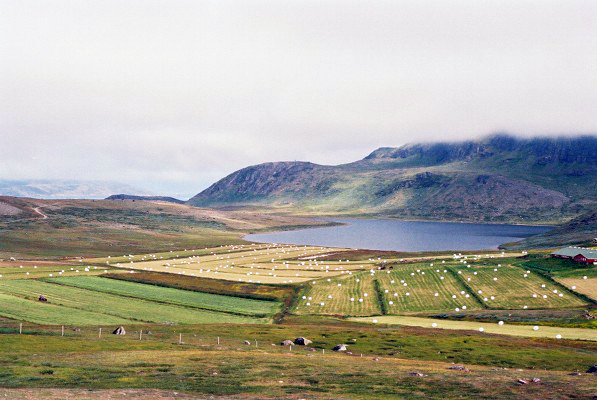
zemědělská krajina